# Ludwig Konrad Albert Koch

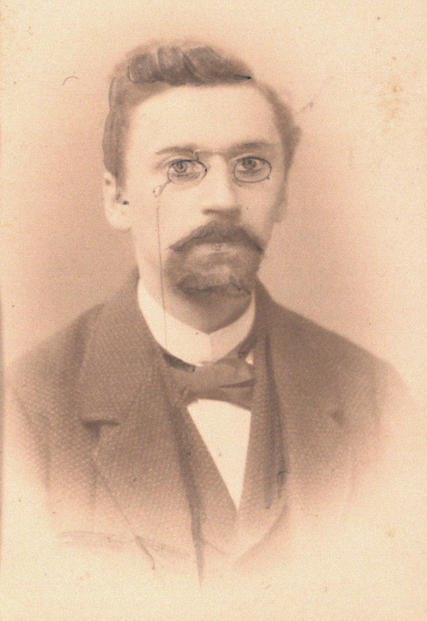
Ludwig Konrad Albert Koch

Ludwig Konrad Albert Koch (* 27. Januar 1850 in Darmstadt; † 18. Mai 1938 in Heidelberg) war ein deutscher Botaniker. Sein botanisches Autorenkürzel lautet „L.K.A.Koch“.

## Leben
Ludwig Konrad Albert Koch war der Sohn des Rechtsanwaltes Johann Jacob Koch (1805–1886) und dessen Ehefrau Dorothea Wilhelmine, geborene Schilling (1827–1907). Ludwig Koch studierte an der TH Darmstadt und der Ruprecht-Karls-Universität Heidelberg und wurde am 8. August 1874 in Heidelberg zum Dr. phil. promoviert.
Anschließend wurde er zunächst Assistent am Phytophysiologischen Institut und Herbarium und habilitierte sich dann in Heidelberg am 4. Juni 1877.
Nach einer Zwischenverwendung als Dozent und kommissarischer Leiter des Pflanzenphysiologischen Institutes an der Landwirtschaftlichen Akademie in Proskau wirkte Ludwig Konrad Albert Koch ab dem Wintersemester 1878/79 bis zum Jahr 1929 als Botaniker in Heidelberg.
Am 7. Februar 1882 wurde er außerordentlicher Professor, am 15. März 1902 Honorar-Professor und am 21. Februar 1908 ordentlicher Honorar-Professor an der Universität Heidelberg.
Am 29. November 1885 wurde er zum Mitglied (Matrikel-Nr. 2560) der Deutschen Akademie der Naturforscher Leopoldina gewählt.
1910 wurde er mit dem Ritterkreuz I. Klasse des Ordens vom Zähringer Löwen ausgezeichnet.

## Schriften
- Abnorme Aenderungen wachsender Pflanzenorgane durch Beschattung. Wiegandt & Hempel, Berlin 1872 (Digitalisat)
- Untersuchungen über die Entwicklung der Cuscuteen. Marcus, Bonn 1874 (Digitalisat)
- Untersuchungen über die Entwicklung des Samens der Orobanchen. Habilitationsschrift, Bernstein, Berlin 1877 (Digitalisat)
- Die Entwicklungsgeschichte der Orobanchen, mit besonderer Berücksichtigung ihrer Beziehungen zu den Kulturpflanzen. Carl Winter’s Universitätsbuchhandlung, Heidelberg 1887 (Digitalisat)
- Die mikroskopische Analyse der Drogenpulver. Ein Atlas für Apotheker, Drogisten und Studierende der Pharmacie. Erster Band. Die Rinden und Hölzer, Gebrüder Borntraeger, Leipzig 1901
- Die mikroskopische Analyse der Drogenpulver. Ein Atlas für Apotheker, Drogisten und Studierende der Pharmacie. Zweiter Band. Die Rhizome, Knollen und Wurzeln. Gebrüder Borntraeger, Leipzig 1903 (Digitalisat)
- Die mikroskopische Analyse der Drogenpulver. Ein Atlas für Apotheker, Drogisten und Studierende der Pharmacie. Dritter Band. Die Kräuter, Blätter und Blüthen. Gebrüder Borntraeger, Leipzig 1906 (Digitalisat)
- Die mikroskopische Analyse der Drogenpulver. Ein Atlas für Apotheker, Drogisten und Studierende der Pharmacie. Vierter Band. Die Samen und Früchte. Gebrüder Borntraeger, Leipzig 1908 (Digitalisat)
- Einführung in die mikroskopische Analyse der Drogenpulver. Eine Anleitung zur Untersuchung von Pflanzenpulvern. Zum Selbststudium wie zum Gebrauche in praktischen Kursen der Hochschulen für Apotheker, Großdrogisten, Sanitätsbeamte, Studierende der Pharmacie usw., Gebrüder Borntraeger, Berlin 1906 (Digitalisat)